# Сарваш
Са́рваш (венг. Szarvas) — город в юго-восточной Венгрии. Находится в медье Бекеш. Название города переводится на русский язык как «олень».

## Расположение
Город соединён дорогой № 44 с городом Бекешчабы, который соединён с главной дорогой № 443. Дорога М44, которая была сдана в октябре 2019 года, идёт к югу от города, а путь вверх и вниз здесь был построен по дороге 4401 в Сентесе. На поезде до города можно добраться по железнодорожной линии МАВ № 125 Мезтур-Орошхаза-Межегес-Баттонья. Линия имеет здесь три остановки.

## История
Этот район был заселён с доисторических времен. Важные находки аварцев сохранились еще со времен переселения. Невозможно определить точное время образования старого Сарваша, однако определенные обстоятельства делают вероятным, что последние десятилетия XIII века, когда поселение стало постоянным, уже были созданы. Он впервые упоминается Анонимом как Шарвашалом. Существование бывшей деревни Арпадиан подтверждается рядом записей примерно с 1284 по 1285 год. Отсюда король Ласло (Кун) издал несколько указов. Однако письменные документы, сохранившиеся с этого периода, едва ли содержат какие-либо другие данные об истории поселения, например, касающиеся владения семейств Абранфи, Мароти, Силади, Вир и других. После 1566 года, во время турецкой оккупации, Омер Черкеш, позже Сандзакбек в Дьюле, построил в поселении частокол. Хотя замок был опустошен и сожжен турками в 1595 году, но с некоторыми изменениями в 1673 году, исправленная копия старого была восстановлена, и мост был построен на Керёсе, что повысило значимость поселения даже лучше, чем раньше. . В 1686 году Сарвас попал в руки христиан, но замок и поселение были разрушены, население бежало, а территория полностью вымерла. Современная история поселения восходит к 1722 году, когда Сарвас вместе со многими другими поместьями был передан барону Яношу Дьёрдю Харрукерну, который поселил в сельской местности преимущественно горских крепостных. Первым поселенцем был Пал Валентик, которого звали Остролукка из-за его бывшей резиденции. Количество поселенцев в первый год было около 300. Сарвас смешанный с Мезёварош Бекеш Варм. остатки земных лордов Б. Харукера и лорда Кеглевиц, его жители — католики и евангелисты, находится рядом с Кёрёсвеси, в 8 милях от Орадя. Раньше его называли за его преданную силу; теперь офицер Школа Теседик, старинная школа, основанная на прилежании. Он граничит с плодородными, пастбищными, Чейтскими и Кондоросскими степями, часть которых иногда бывает затоплена; дерево, достаточно тростника;
На рубеже 19-го века Самуэль Тесседик основал в городе первую в Европе школу экономики (тогда известную как дилижанс). Знающий пастор процветал в молодом рыночном городке, разработал, среди прочего, метод восстановления солевого раствора и познакомил жителей города с самыми современными методами ведения сельского хозяйства того времени. Семья графа Больца сыграла чрезвычайно важную роль в истории поселения. На берегу Керёша были очарованы замки, построена ветряная мельница, создана роща Анны, затем сад Пепи имени Йожефа Больца, ныне известный как Дендрарий Сарвас, который до сих пор является самой замечательной и известной достопримечательностью в Сарвас. С 1847 года здесь работала первая уездная типография. В 1848 году Сарвас подвергся административной реорганизации, в ходе которой на короткое время он стал городом с организованным советом. Согласно официальному заявлению от 4 декабря 1849 года, количество сарвасских солдат, принявших участие в войне за независимость, составляло 357, но были также и те, кто находился в свободных войсках или среди национальной гвардии. После компромисса в 1872 году Сарвас потерял свой городской статус, который не был восстановлен до 1966 года. Во время строительства железной дороги с 1880 по 1893 год поселок получил только флигель. В Первую мировую войну, по официальным данным, погибло 1153 сарвасца. Их память возвещают мраморные и бронзовые работы доблестного Кароли Секели, героический памятник, открытый 28 августа 1927 года. Всенародные потрясения, последовавшие за войной, оказали серьезное влияние. В конце апреля 1919 года, когда румынская оккупация была неизбежна, бегущее Управление принесло с собой большие количества еды, денег, драгоценностей, акций, вкладов; все то, в чем деревня тогда могла бы больше всего нуждаться. Отчаявшееся население в то время приветствовало румын, вторгшихся 28 апреля 1919 года, как освободителей, не зная, что он классифицирует оккупацию до 2 марта 1920 года как одно из своих самых мучительных воспоминаний. После Второй мировой войны образование стало важнейшим фактором в жизни поселка, сегодня Сарваш — важный школьный город, один из культурных центров медье. С 14 по 18 июля 2010 года здесь проходила 8-я Национальная встреча лютеранской молодежи «Роза ветров». Рядом с Сарвасом находится Международный еврейский молодежный лагерь Сарвас, в котором ежегодно с 1990 года проводятся мероприятия Джойнта и Фонда Лаудера.

## Население
| 2013   | 2014    | 2018    | 2021    | 2022    | 2023    | 2024    |
| ------ | ------- | ------- | ------- | ------- | ------- | ------- |
| 16 795 | ↘16 546 | ↘15 565 | ↘15 248 | ↘14 473 | ↘14 428 | ↗14 464 |

## СМИ
В городе выходит еженедельник «Szarvas és Vidéke»

## Достопримечательности

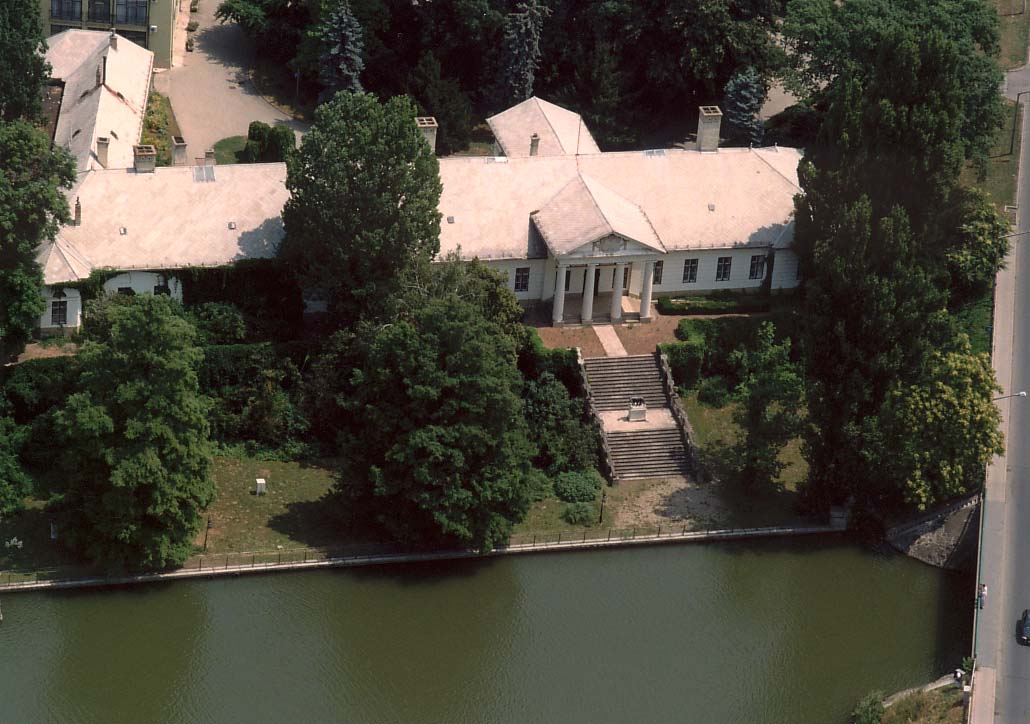
Дворец в г. Сарваш.

### Замок Больца
Замок Больца, империя, был построен около 1810 года на месте бывшего замка. Первый этаж, окаймленный фасад с прямоугольным портиком с гербом Больца-Баттьяни. На фасаде двора-портик с Харанской аркой. Внутри оригинальные двери и внутренний двор
Он принадлежит университету, и хотя город просил о нём, они его не получили. В настоящее время он закрыт, и планы на него неизвестны. Это печально, потому что это здание, символизирующее Сарваш. Сейчас его состояние не такое плохое, но некоторые думают что если он выйдет из строя, это поможет его восстановлению.

### Дендрарий
В городе Сарваш находится дендрарий, известный также как ботанический сад «Pepi-kert». Дендрарий расположен на реке Холт-Кёрёш и является одним из самых больших и наиболее живописных «музеев растений» в стране.

### Церкви

#### Новый Лютеранский Приход
Первый камень этой церкви был заложен в сентября 1895 года. Церковь была освящена 4 июля 1897 года. 1 апреля 1953 года, когда прежнее церковное собрание и новое церковное собрание в Сарваше были официально и насильственно разделены тогдашним епископом Ласло Дезери и светским руководством Сарваша. Гораздо раньше (почти 100 лет назад) начала формироваться община нового района. Уже на собраниях в 1840 году, затем в 1857 и 1873 годах сформированный комитет выдвинул не только идею строительства нового храма, но и идею образования второго лютеранского прихода.

##### Строительство
В 1892 году окончательное решение о строительстве было принято. Некоторые предлагали вместо церкви построить рыночную площадь (ныне площадь Кошута) и, наконец, площадь рядом с рестораном Фаркас (ныне Кооператив черной металлургии), Беличей (ныне Сабадшаг), Корона (сегодня Дьёрдь Дожа) и Вашар (ныне Сагвари) улица. Вдоль железной дороги (при нынешних карьерах) в 1894 году. началось обжигание глины и кирпича; Были построены печи размером с дом, кирпичи делали, топя их днем и ночью. Для этого сельхозпроизводители привезли много соломы: в первый день прибыло 130 повозок соломы. Движение было настолько велико, что в той или иной форме каждый хотел внести свою долю. Вдова взяла на себя инициативу дарения. Госпожа Янош Квачала, которая дала 5 000 форинтов (цена 1 000 кг пшеницы). Не отставали и более крупные фермеры, особенно хорошие пожертвования делали различные гильдии ремесленников. (Адам Чигецкий дал 2000 форинтов, Янош Фреска 1000 форинтов, гражданин. Болза Пане 464 форинта на алтарь.) Пожертвование составило 86 400 форинтов. Хотя денег, данных на строительство церкви, было много, их было недостаточно. Таким образом, церковь (при активном участии Даниэля Хавиара) взяла у Hungarian Pest долгосрочную кредит в размере 50 000 форинтов. В банке Керескедельми, который затем был погашен должным образом на очень выгодных условиях. Первый камень в фундамент был заложен 3 сентября 1895 года. Фактическое строительство началось весной 1896 года и продолжалось до весны 1897 года. Кажется почти невероятным, что его построили за полтора года с использованием примитивной строительной техники того времени. Строительство и оборудование церкви обошлись в 84 883 форинта и 71 пенни. Как и планировалось, Новая церковь была освящена 4 июля 1897 года в ознаменование 1000-летия существования Венгрии. В любом случае, по сравнению с сегодняшними постройками, нам не следует стыдиться предков, которые так чудесно засвидетельствовали свою жертву и веру. Новая церковь была спроектирована Имре Франсеком (1864-1920), известным талантливым архитектором из Будапешта, а строительством руководил Дьердь Попяк, архитектор из Сарваша. В основных чертах он следует готическому стилю, хотя элементы неороманского стиля уже присутствуют в его убранстве. По единодушному мнению архитекторов, в церкви есть стремление к романтике.

##### Колокола
Два старейшины еще помнят огромный колокол Кита, у которого в храмовом саду была отдельная деревянная колокольня, потому что они не осмелились поставить его в башню из-за его веса и размера. Колокол был гордостью церкви, подарен Лютеранской Новой церкви в 1901 году Джоном Кита и его женой Дир. По воспоминаниям, когда громким голосом зазвонил большой колокол, все почувствовали, что это праздник. Его голос разносился далеко, часто до Чабачюда (10 км), иногда даже до Кондорос (25 км). Во время Первой мировой войны, в 1915 году, началась реквизиция колоколов, а затем она повторилась в последующие годы, так что в 1918 году в Старой и Новой церквях остался только один маленький колокол. Легенда гласит, что когда в 1917 году был доставлен Колокол Кита, донор Кита умер от боли. Так что городские и фермерские колокола в то время ушли в короткое время. Самый маленький колокол в башне сохранился с 1918 по 1923 год, он один звал в церковь и один оплакивал умерших. Цинковые свистки органа Новой церкви также были изъяты. Конгрегация лютеранской Новой церкви в Сарвасе была одной из первых, кто заменил колокола в национальном масштабе. Во-первых, на пожертвования жителей района изготовлен колокол весом 600 кг, за которым сразу последовали ученики приусадебных школ; Менее чем за год все поднятые колокола были заменены. Во время строительства Новой церкви также произошли изменения в личности пасторов. Янош Шаркань умер в 1895 году, будучи пастором общины 27 лет. Его преемник Иштван Плацко стал пастором Уфалвы. (Его отец был пастором в Сарваше до 1855 года) После завершения строительства Новой церкви необходимо было организовать пастырское служение. Так случилось и в 1897 году. Руководство церкви пригласило пастора Яноша Зварини из Чомада на пастырское служение. Звариный прослужил шестнадцать лет в приходе Новой церкви в Сарвасе с 1897 по 1913 год. Звариный был прекрасным организатором, красивым, приветливым и известным проповедником. Даже верующие Старой церкви горели желанием слушать его проповеди. Они особенно любили слушать его утешения и его похоронные речи, излучающие надежду на вечную жизнь. Расцвет прихода Новой церкви начался во время службы Звариного. При нём не было финансовых проблем. Крестьянин нашел награду за свое усердие в эпоху Франца Иосифа, которую называли счастливой. Он с радостью приносил жертвы в благородных целях. В течение долгого времени церковь была наполнена ликующими верующими, которые затем уступили свое место женщинам, оплакивающим мужей и отцов, погибших в Первой мировой войне. Церковный сад был спроектирован и озеленен под руководством пастора Зварини. К сожалению, большая часть растительности. разрушена в результате вражеской оккупации во время Второй мировой войны. (Есть те, кто помнит знаменитого сына пастора Зварини: районного судью Сциларда Сзерарда Зеринвари, который много раз развлекал верующих, которые приходили в церковь в качестве студента, пожимая руки на балконе башни. Позже он прославился своим наводящим на размышления патриотические выступления по случаю государственных праздников.)

#### Старый Лютеранский Приход

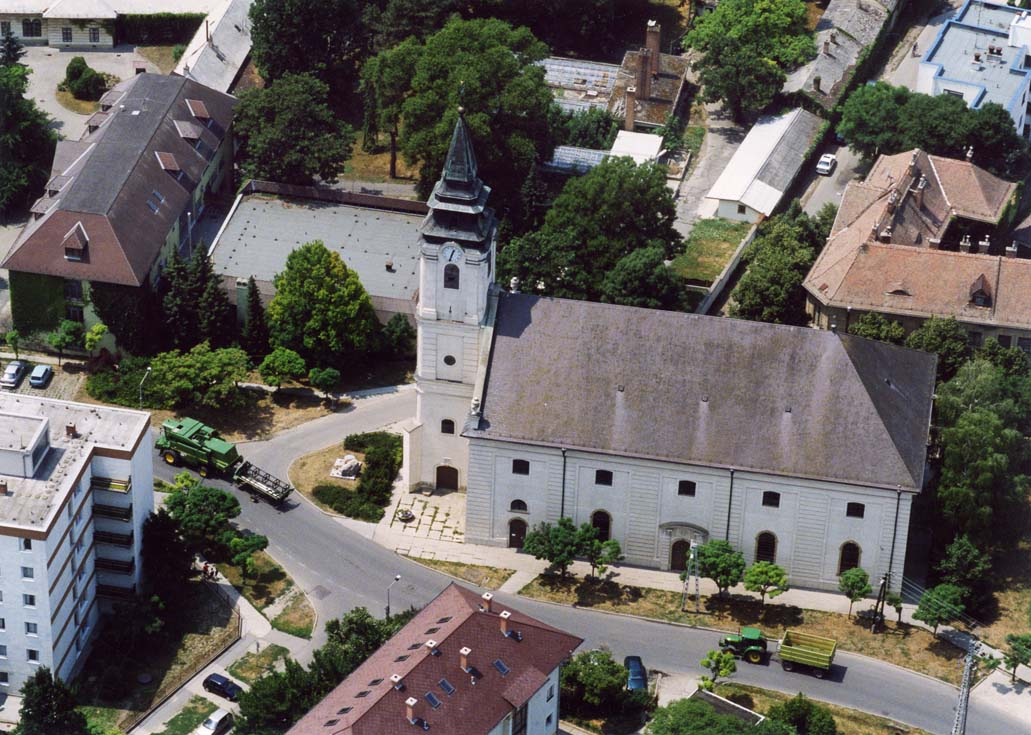
Старый Лютеранский Приход

Андраш Хрдина поселился в Сарвасе в 1722 году со своими последователями, и в 1723 году они построили свою первую церковь. Он был сделан из очень непрочного материала, вероятно, из самана, поэтому в 1729 году через 6 лет был построена новая. Второй пастор Сарваса, Маттиас Марковиц, возвел в этой церкви алтарь, и церковь была снабжена башней и колоколами. Третья церковь была построена в 1759 году, но снова она была построена только из материала и по размерам, как и предыдущие. Ревностные религиозные люди построили его храм за год. Нынешняя Старая церковь была построена в 1788 году пасторами Самуэлем Тесседиком и Даниэлем Бочко. Его структура почти исключительно названа в честь Тесседика. В 1786 году им было разрешено построить новый прочный материал, чтобы заменить разрушающуюся церковь, построенную из непрочного материала. Его строительство стоило так мало, что враги заподозрили Тесседика в том, что он нашел сокровище, которое спрятал от них. Сам Тесседик признает невероятную дешевизну, но также объясняет это: «Здание во время турецких войн, без каких-либо сборов и попрошайничества, и без какой-либо нагрузки на фермера-налогоплательщика, вместе с ремонтом старой башни в течение трех лет от Сарвас. приход построен. По его словам, он не поверит, что потомство могло быть построено за такое короткое время и с такой низкой ценой, если бы он не знал, как целенаправленно не только взрослые, но и дети могут быть привлечены к строительству и как сам строитель мог бы получить дешевый материал из первых рук и перевезти его в Дир». Насколько нам известно, Тесседик дал смотрителю церкви 400 форинтов, чтобы он поехал в Марамуреш, купил там сосновые дрова, перевез их в Чонград на Тисе, а оттуда в Сарваш на Керёше. Таким образом, часть древесины, закупленной и доставленной на месте без посредников, затем была продана в качестве излишка ровно за 400 форинтов, так что церковный лес был бесплатным. Каменный материал пришлось перевезти из района Вилагош и Радна. Во времена Иосифа была также построена башня церквей, построенная таким образом, потому что она была построена из кирпичей, сожженных в 1775 году во времена Марии Терезии, она также была снабжена часами и в нее были помещены три существующих колокола. Церковь построил мастер-строитель Лайош Кюмнах из Братиславы, после его внезапной смерти ее завершил мастер Крауш из Будапешта. Все это было создано жертвоприношением общины, насчитывающей 8000 душ. 1788 г., Пришествие. церковь была освящена в воскресенье. 9 декабря 1838 года, к 50-летию церкви, ее перекрасили, а пол в церкви выложили каменными плитами. Его орган был очищен. В рамках церемониальной службы епископ благословил шесть пар, которые провели свое золотое венчание, так что они совпадали на 50 лет в год постройки церкви. В 1888 году в ознаменование 100-летия церкви церковь также отреставрировала церковь со значительными затратами. Пресвитерия подарила алтарю золотое распятие Михая Климая и Михая Янсика из коллекции, хранящейся среди них. В 1938 году к 150-летию церкви отреставрировали, а затем расширили орган. Церковь была отремонтирована снаружи в 1960-х годах. В 1988 году к 200-летнему юбилею его снова отремонтировали во время службы Елизаветы Нобик. В 2009 году под руководством пастора Жолта Лазара, помимо внешней и внутренней окраски, были также обновлены башенные часы, электрическая сеть и люстра. Амвон, алтарь с деревянной позолотой. Алтарь был расписан Андрашем Зеллингером в 1780 году. Алтарь изображает вознесение Иисуса. По обе стороны от алтаря во времена Тесседика вместо урн стояли две статуи в виде урн: богиня надежды и преданности и богиня труда. В 1817 году урны были заменены статуями, и тогда же купель была размещена от центра алтаря к востоку. В церкви 3000 мест.

#### Римско-католический Приход

Римско-католический приход

Среди служащих поместья было большое количество католиков, которые поначалу могли ходить только в церковь в соседнем Бекессентандраше. Затем в 1788 году с помощью каноников Орадя Антал Едличска они купили дом Матьяша Бенцура, в котором также находились первая католическая часовня и приходские апартаменты. Граф Ласло Колонич, епископ Янош Лайош из Орадя, назначил капеллана Чабы первым приходским священником Сарваса, который провел первую католическую мессу в Сарвасе 30 марта 1788 года, на которую также приехало много людей из Сентандраша. Это было началом приходской жизни в Сарвасе. В то время количество верующих католиков в Сарвасе и близлежащих поселениях составляло всего 110 человек. Янош Лайош проделал отличную работу по строительству общины, но это было неожиданно прервано, потому что в 1790 году во время эпидемии он «отдал свою душу Создателю». С 1802 года Дьёрдь Шарка управлял приходом 27 лет. Под его руководством в приходе появились церковь, приход и здание школы. Школа была построена в 1805 году благодаря поддержке епископа Ференца Миклоши. На этом месте позже в 1928 году была построена новая школа. Строительство церкви Святой Клары, которая стоит до сих пор, началось в 1807 году. Однако работы на песчаной почве продвигались медленно, поэтому строительство церкви было завершено только в 1812 году. Церковь построили дворяне. Они также привезли из Италии изображение святой Клары Ассизской, все еще видимое на алтаре. Не хватало только органа, изготовленного в 1825 году. В том же году нынешнее здание прихода было перестроено с согласия епархии.

## Города-побратимы
- Бараолт, Румыния
- Кеуруу, Финляндия
- Малацки, Словакия
- Попрад, Словакия
- Шимлеу-Силванией, Румыния